# Erythropoietin
Erythropoietin (/ɪˌrɪθroʊˈpɔɪ.ɪtɪn, -rə-, -pɔɪˈɛtɪn, -ˈiːtɪn/; EPO), còn được gọi là hematopoietin hoặc hemopoietin, là một cytokine glycoprotein được tiết ra bởi thận để đáp ứng với tình trạng thiếu oxy tế bào; hormone này sẽ kích thích sản xuất hồng cầu (erythropoiesis) trong tủy xương. Mức EPO thấp (khoảng 10 mU/mL) liên tục được tiết ra đủ để giúp giữ ổn định mức hồng cầu bình thường. Nguyên nhân phổ biến của thiếu oxy tế bào dẫn đến nồng độ EPO cao (lên đến 10 000 mU / mL) có thể là thiếu máu, và thiếu oxy trong máu do bệnh phổi mãn tính.
Erythropoietin được sản xuất bởi các nguyên bào sợi kẽ trong thận kết hợp chặt chẽ với mao mạch peritubular cùng với ống lượn gần. Nó cũng được sản xuất trong các tế bào perisinusoidal trong gan. Sản xuất ở gan chiếm ưu thế trong giai đoạn thai nhi và mới sinh vài tuần; sản xuất thận lại chiếm ưu thế ở tuổi trưởng thành.
Erythropoietin ngoại sinh, erythropoietin của người tái tổ hợp (rhEPO) được sản xuất bằng công nghệ DNA tái tổ hợp trong nuôi cấy tế bào và được gọi chung là tác nhân kích thích hồng cầu (ESA): hai ví dụ là epoetin alpha và epoetin beta. ESA được sử dụng trong điều trị thiếu máu do bệnh thận mãn tính, thiếu máu trong hội chứng rối loạn sinh tủy, và bị thiếu máu từ hóa trị ung thư. Rủi ro điều trị bao gồm tử vong, nhồi máu cơ tim, đột quỵ, huyết khối tĩnh mạch và tái phát khối u. Nguy cơ gia tăng khi điều trị EPO làm tăng nồng độ hemoglobin trên 11 g/dL đến 12 g/dL: tuy nhiên, điều này là tránh được.
rhEPO đã được sử dụng trái phép như một loại thuốc tăng cường hiệu suất. Nó thường có thể được phát hiện trong máu, do sự khác biệt nhỏ so với protein nội sinh; ví dụ, nhờ các đặc điểm sửa đổi sau dịch mã.